# Jona che visse nella balena
Jona che visse nella balena (Jona die in de walvis woonde) is een film uit 1993 van Roberto Faenza, naar de autobiografische roman van de schrijver Jona Oberski met de titel Kinderjaren. Het is een belangrijke Italiaanse film over het drama van de holocaust.
In 1993 heeft de film de David di Donatello Award voor de beste regie, de beste muziek en de beste kostuums ontvangen.
De film vertelt het verhaal van Jona Oberski, een kind van drie uit Amsterdam gedurende de Tweede Wereldoorlog. Tijdens de Duitse bezetting van de stad wordt hij gedeporteerd naar Bergen-Belsen samen met zijn hele gezin. Hier brengt Jona de hele oorlog door, in een barak, gescheiden van zijn ouders. Het kind lijdt kou, honger, angst, geweld, ook van de andere gevangenen. Zijn vader sterft van uitputting en honger. Kort na de oorlog sterft zijn moeder in een psychiatrisch ziekenhuis. In 1945 wordt Jona in Amsterdam opgevangen door de familie Daniel.

## Soundtrack
Jona Che Visse Nella Balena (Jona die in de walvis woonde)
1. Ricordi Di Infanzia (02:11)
2. Una Allegrezza Semplice (01:45)
3. Canoni Per Jonah (02:26)
4. Gam Gam (02:20) Tekst en muziek door Elie Botbol
5. La Madre (03:52)
6. Senza Sapere Senza Capire (01:49)
7. La Casa (05:46)
8. Il Padre (03:08)
9. Un Treno Di Disperati (04:19)
10. La Famiglia (01:44)
11. Tensioni Nel Campo (04:00)
12. Jonah Who Lived In The Whale (02:03) (Dandylion/E. Morricone) Uitgevoerd door Susie Lion
13. Una Serenita' Vera (02:56)
14. Ricordi Di Infanzia (03:59)
15. La Visione Del Padre (02:30)

- Orkest: Ennio Morricone
- Productie: Franco Patrignani